# Torre/Licinella
Torre/Licinella, è una borgata di Capaccio Paestum in provincia di Salerno.

## Geografia fisica

### Territorio
L'abitato si sviluppa in zona pianeggiante a 11 m s.l.m. circa, fra la borgata Santa Venere e l'area archeologica di Paestum.

### Clima

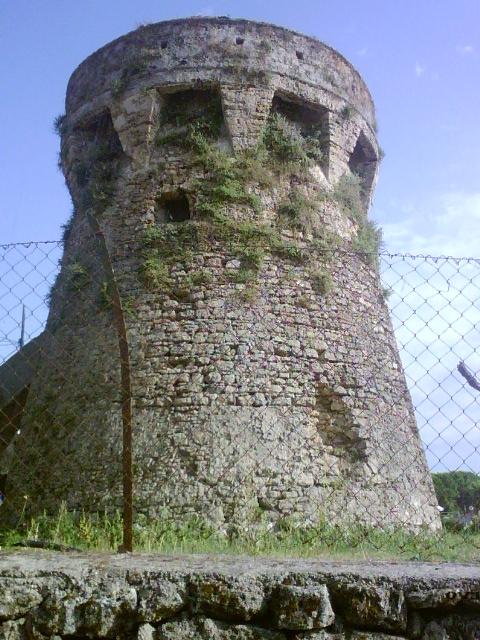
Torre di Paestum, la famosa torre d'osservazione da cui prende il nome la borgata

## Monumenti e luoghi d'interesse

### Architetture militari

#### Torre di Paestum
In prossimità del mare vi è la Torre di Paestum, una costruzione militare a tronco di cono terminante con una merlatura. L'interno è diviso in due ambienti sovrapposti raggiungibili attraverso una scala esterna.
Al momento dello sbarco degli Alleati sulle coste di Paestum, durante lo sbarco a Salerno, i tedeschi avevano posizionato sulla sommità della torre una postazione di mitragliatrici, e solo per pura fortuna la torre non fu distrutta dai cannoneggiamenti navali.

#### Bunker della Seconda Guerra Mondiale
Sulla spiaggia denominata "Torre di Mare", nei pressi di via Afrodite, è presente un bunker per la difesa costiera risalente alla Seconda Guerra Mondiale. Il rifugio è formato da due costruzioni speculari ed insabbiate, dell'altezza di 3 metri e 10 di lunghezza, entrambe dotate di camera di combattimento e feritoia. Il bunker venne costruito nel corso dell'sbarco a Salerno, probabilmente dalla 222 div. costiera italiana. Fu successivamente occupato dai tedeschi che lo usarono per contrastare lo sbarco della Quinta Armata americana sbarcata sulla spiaggia di Paestum il 9 settembre 1943.

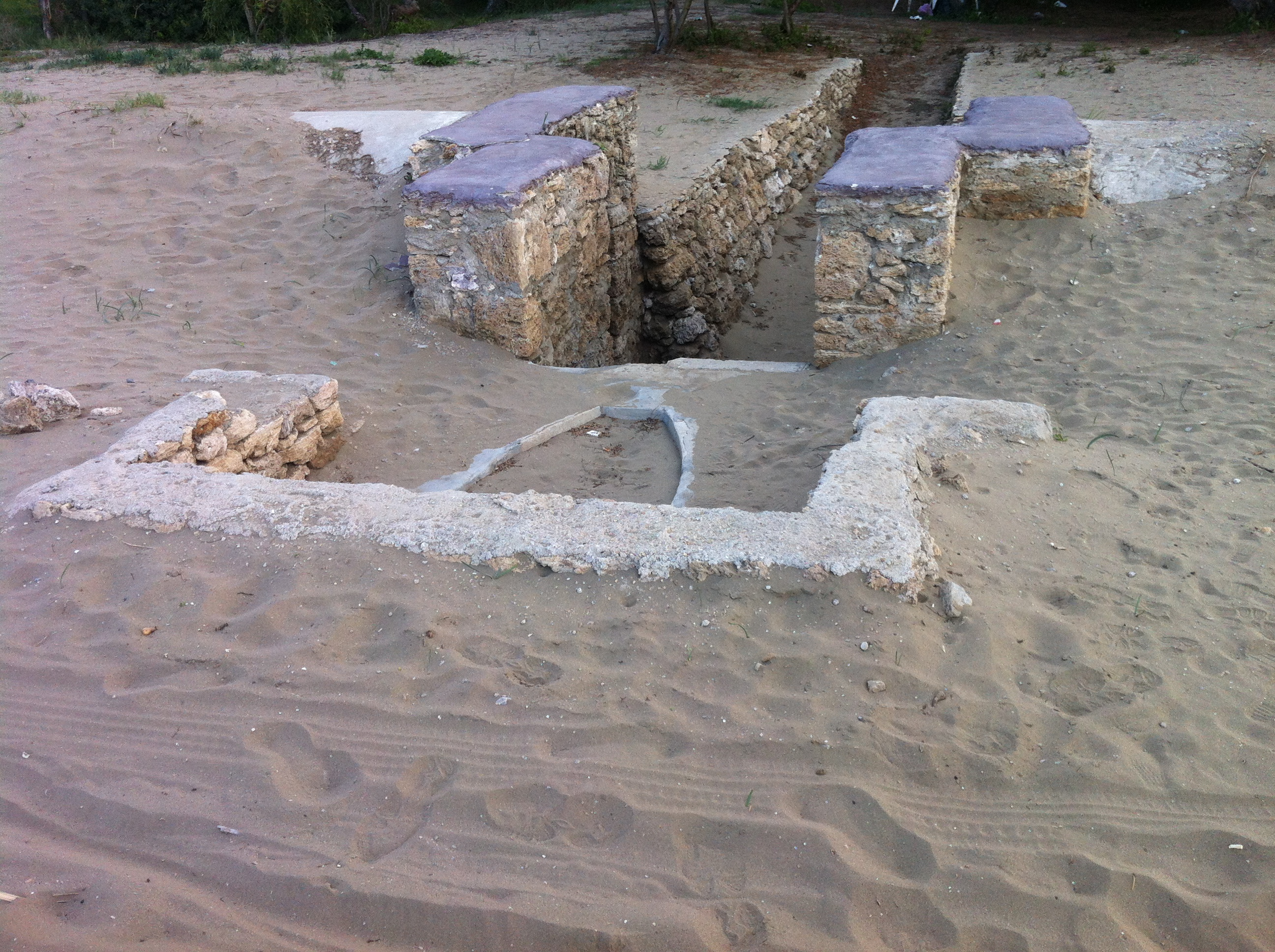
Il bunker della Seconda Guerra Mondiale presente sulla spiaggia

.

## Sport
La frazione Licinella è rappresentata dalla squadra di calcio dell'ASD Licinella, che milita in Prima Categoria.